# Sirgueiros
Sirgueiros (llamada oficialmente San Xoán de Sirgueiros) es una parroquia y una aldea española del municipio de Incio, en la provincia de Lugo, Galicia.

## Límites
Limita con las parroquias de Rendar y Toldaos al norte, Hospital al este, Incio al sur, y Eirexalba al oeste.

## Organización territorial
La parroquia está formada por siete entidades de población, constando cinco de ellas en el nomenclátor del Instituto Nacional de Estadística español:

### Entidades de población
Entidades de población que forman parte de la parroquia:
- Currais (Os Currais)
- Godral
- Iglesario (O Igrexario)
- Mourelle
- Treimonte
- Sirgueiros*
- Vigo (O Vigo)

### Despoblado
Despoblado que forma parte de la parroquia:
- Campa (A Campa)

## Demografía

### Parroquia
| Gráfica de evolución demográfica de Sirgueiros (parroquia) entre 2000 y 2020 |
|                                                                              |
| Datos según el nomenclátor publicado por el INE.                             |

### Aldea
| Gráfica de evolución demográfica de Sirgueiros (aldea) entre 2000 y 2020 |
|                                                                          |
| Datos según el nomenclátor publicado por el INE.                         |